# 索尼娅·瓦西奇
索尼娅·瓦西奇（1989年2月18日—），娘家姓彼得罗维奇（Petrović），生于贝尔格莱德，是一名塞尔维亚女子篮球运动员，场上位置是小前锋。她曾在2007年获得国际篮球联合会欧洲区年度最佳年青女子球员奖。另外也于2016年和2019年两度获得塞尔维亚年度最佳女子篮球运动员奖。她的父亲曾在1980年奥运、1984年奥运等大型篮球赛事上担任裁判。她的丈夫Miloš Vasić是一名赛艇运动员，两人于2019年7月结婚。